# Gidaya
Gidaya (en harari: ጊዳየ Gidayä ), también conocida como Gedaya o Jidaya, fue un estado musulmán histórico ubicado en la actual Etiopía oriental. El estado se ubicaba en la meseta de Harrar y era un distrito de la región de Adal junto con las entidades políticas de Hargaya y Hubat. Fue vecino de otros estados en la época medieval, como Ifat, Mora, Hadiya, Fetegar, Biqulzar y Fedis.

## Historia
Según el académico Lapiso Delebo, Gidaya fue uno de los estados islámicos que se había desarrollado en el Cuerno de África desde el siglo IX al XIV. Según los informes, el pueblo de Gidaya era un subclan del pueblo harla. La primera mención del estado de Gidaya es durante su conflicto con la dinastía Makhzumi en 1266. En el siglo XIII, el escritor árabe al-Mufaḍḍal menciona que el rey de Gidaya se llamaba Yûsuf ibn Arsamâyah.
En 1285, la dinastía Walashma aplastó una rebelión dirigida por Gidaya que se alió con Shewa para revivir el estado de Makhzumi. En el siglo XIV estuvo bajo el sultanato de Ifat y más tarde el sultanato de Adal, con su líder conocido como garad.
En el siglo XVI, la población de Gidaya formó parte del ejército de Ahmad ibn Ibrahim al-Ghazi durante la guerra entre abisinia y Adel. Ulrich Braukamper afirma que Gidaya puede estar asociado con Giri, mencionado en el Futuh al Habasha, quienes hoy en día tienen ascendencia dual oromo y somalí y viven en los alrededores de Jijiga, supuesta ubicación del estado de Gidaya.
Según los informes, las ciudades de Gidaya estaban amuralladas a fines del siglo XVI. El nombre propio Gidaya todavía existe como apellido en Harrar y, según el investigador Mahdi Gadid, el estado de Gidaya estuvo habitado principalmente por el pueblo harari antes de ser asimilado por el pueblo oromo y somalí. Según los registros harari, el estado de Gidaya se derrumbó debido a las migraciones del pueblo oromo y la hambruna.

## Legado
Aw Gidaya es considerado un santo en Harar.